# Holotrichia convexopyga
Holotrichia convexopyga är en skalbaggsart som beskrevs av Moser 1912. Holotrichia convexopyga ingår i släktet Holotrichia och familjen Melolonthidae. Inga underarter finns listade i Catalogue of Life.